# The World Tonight
The World Tonight (englisch für „Die Welt heute Nacht“) ist ein Lied des britischen Popmusikers Paul McCartney, das im Jahr 1997 auf seinem zehnten Soloalbum Flaming Pie erschien. Es war zugleich die einzige internationale Singleauskopplung des Albums und erschien so ebenfalls 1997 in verschiedenen Veröffentlichungen.

## Geschichte
The World Tonight wurde in seiner Grundform im Jahr 1995, als McCartney Urlaub in den USA machte, geschrieben und komponiert. Erste Entwürfe sahen als Titel Saw You Sitting oder I Can See the World Tonight vor. Eine Überarbeitung, die das Lied von einem Folksong zu einem Rocktitel machte, folgte auf Anraten von McCartneys damaliger Frau Linda in den ersten Sessions für das Album Flaming Pie mit Jeff Lynne.
Das im Studio Hog Hill Mill in Sussex aufgenommene Stück wurde als Single jeweils länderabhängig mit unterschiedlich gestalteten B-Seiten veröffentlicht. Dabei wurden sowohl schwächere Stücke des Albums, Outtakes als auch experimentelle, meist überlange Zusammenschnitte aus Demoaufnahmen, Interviews, Liveauftritten und weiteren Outtakes verwendet, die mit dem Namen Oobu Joobu (eine Anspielung auf McCartneys gleichnamige Radiosendung) versehen wurden.
Geoff Wonfor produzierte 1997 einen Dokumentationsfilm namens In The World Tonight, bei dem er auch Regie führte. Er handelt von der Entstehung und den Arbeiten am Album Flaming Pie, wobei der Titel des Films an The World Tonight anspielen soll. In der Veröffentlichung ist neben dem Hauptfilm auch ein Musikvideo zum Lied (s. u.) enthalten.

## Stil
Das Lied hat einen durchwegs von klassischer Rockmusik beeinflussten Klang, der besonders mit dem häufigen Einsatz von E-Gitarren verstärkt wird. Neben diesem Merkmal weist The World Tonight eine doppelte Gesangsspur (vergleichbar mit der aus Come Together) auf, wobei diese eine eher gesungene und eine mehr gesprochene enthält und von McCartney allein nur in den jeweiligen Strophen vorkommt. Zusammen mit der weiblichen Gesangsuntermalung im Refrain ist der Song somit sehr dicht bespielt und erzeugt eine Wall of Sound. Ungewöhnlich für den sonst sehr rockigen Charakter des Stücks ist eine etwa 15 Sekunden lange psychedelische Zwischensequenz in der späten Mitte des Liedes. Zum teilweise sinnfreien Text, der die Anspielung an die Zeiten der Beatles unterstützt, sagte McCartney:

“The lyrics were just gathering thoughts. Like ‘I go back so far, I’m in front of me’ – I don’t know where that came from, but if I’d been writing with John [Lennon] he would have gone ‘OK, leave that one in; we don’t know what it means but we do know what it means.’”

„Der Liedtext besteht lediglich aus zusammengeworfenen Gedanken. Wie zum Beispiel ‘I go back so far, I’m in front of me’ – Ich weiß nicht mehr, woher das kommt, aber wenn ich ihn mit John [Lennon] geschrieben hätte, hätte er gesagt ‚In Ordnung, lass es drin; wir wissen nicht, was es bedeutet, wissen aber schon, was es bedeutet.‘“

## Musikvideo
Nach seinem damaligen Vorsatz, eher intime, als aufwendige und teure Musikvideos zur Untermalung seiner Kompositionen zu veröffentlichen, drehte McCartney auch für dieses Lied ein Video. Dabei gibt es mehrere Ausgaben, die sich untereinander stark unterscheiden.
Neben der Fassung aus dem Film In The World Tonight, in der McCartney am Strand sitzt und mit einem Radiorekorder durch eine nächtliche Fußgängerzone geht, ist in der anderen weit verbreiteten Variante hauptsächlich Paul McCartney mit seiner Frau Linda zu sehen, die auffällig legere Urlaubsbekleidung tragen. Es wird dort vor allem versucht, das rhythmisch dominante Lied durch dementsprechende Körperbewegungen zu untermalen. Neben dem Vorkommen dieser Personen haben zwei bestimmte Gegenstände ein ungewöhnlich häufiges Auftreten: Eine vergleichsweise wichtige Rolle spielt so ein großer, gelber Sonnenschirm. Neben diesem kommt auch oft der bereits in der anderen Videoversion gezeigte Radiorekorder, der in mehreren Ausschnitten auf McCartneys Schultern platziert ist, zur Verwendung.

## Besetzung
Folgende Personen wirkten bei der Originalaufnahme mit:
- Paul McCartney: Gesang, Schlagzeug, E-Bass, E-Gitarre, Akustikgitarre, Klavier, Perkussion und Produktion
- Jeff Lynne: Gesang, E-Gitarre, Akustikgitarre, Keyboard, Produktion
- Geoff Emerick: Toningenieur
- Jon Jacobs: Toningenieur
- Keith Smith: Toningenieur (Assistenz)

## Chartplatzierungen
| ChartsChartplatzierungen       | Höchstplatzierung | Wochen |
| ------------------------------ | ----------------- | ------ |
| Vereinigtes Königreich (OCC)   | 23 (2 Wo.)        | 2      |
| Vereinigte Staaten (Billboard) | 64 (10 Wo.)       | 10     |

## Veröffentlichung
- Am 5. Mai 1997 erschien das Album Flaming Pie, auf dem sich das Lied The World Tonight befindet.
- In den USA wurde als erste Single am 6. Mai 1997 eine 5″-CD-Single mit folgenden Liedern veröffentlicht:
  - The World Tonight / Looking for You / Oobu Joobu – Part 1: Some Folks Say Oobu – Ooobu Joobu Main Theme – Fun Packed House – I Love This House – Clock Work – Paul Talks About “Young Boy” – Oobu Joobu We Love You – Oobu Joobu Main Theme.[8]
  - In Großbritannien erschien am 7. Juli 1997 die 7″-Vinyl-Picture-Disc-Single The World Tonight / Used to Be Bad.[9] Weiterhin wurden am 7. Juli 1997 in Großbritannien zwei 5″-CD-Singles veröffentlicht:
  - The World Tonight / Used to Be Bad / Oobu Joobu – Part 3: Intro Chat Oobu – Ooobu Joobu Main Theme – Squid – Paul McCartney Talks About “The World Tonight” – Link – Oobu Joobu Main Theme.[10] Das Instrumentallied Squid wurde am 12. November 1986 aufgenommen, Produzent war Paul McCartney.
  - The World Tonight / Used to Be Bad / Oobu Joobu – Part 4: Intro Chat Oobu – Ooobu Joobu Main Theme – Link – Don’t Break the Promises – Paul McCartney Talks About Reggae – Link – Link – Oobu Joobu Main Theme.[11] Don’t Break the Promises stammt von den Flowers-in-the-Dirt-Sessions und ist eine Gemeinschaftskomposition von Paul McCartney und Eric Stewart. Es wurde am 9. Juni 1988 aufgenommen. In Kontinentaleuropa wurde im Juli 1997 folgende 5″-CD-Single veröffentlicht:
  - The World Tonight / Used to Be Bad / Oobu Joobu – Part 2: Wide Screen Radio – Oobu Joobu We Love You – Oobu Joobu Main Theme – Brilliant, What’s Next? – Atlantic Ocean – Paul McCartney Reminiscences – Bouree – Oobu Joobu We Love You – Oobu Joobu Main Theme.[12]
  - In den Niederlanden erschien noch die 5″-CD-Single: The World Tonight / Used to Be Bad.[13] Alle weiteren Teile von Oobu Joobu Part 3 und 4 entstammen der gleichnamigen Radioserie.
  - In den USA[14] und Großbritannien[15] wurden 5″-CD-Promotionsingles mit dem Lied The World Tonight hergestellt.
- The World Tonight erschien am 10. Juni 2016 auf dem Kompilationsalbum auf Pure McCartney (4CD Box) in einer remasterten Version.
- Am 2. Dezember 2022 wurde die Singlebox The 7″ Singles Box veröffentlicht, die auch The World Tonight enthält.